# It’s So Funny
It’s So Funny (그것은 그래서 재미) ist eine Fernsehserie des nordkoreanischen Fernsehsenders Koreanisches Zentralfernsehen. Sie ist dem Genre Comedy zuzuordnen. Die Erstausstrahlung fand im Jahre 1970 statt und macht sie so zu einer der am längsten laufenden Serien weltweit. Die Sendung soll vor allem zur Steigerung der Truppenmoral innerhalb der Koreanischen Volksarmee (KVA) dienlich sein.

## Handlung
Die Hauptdarsteller sind Mitglieder der KVA, meist ein Mann und eine Frau oder auch eine Gruppe. Zumeist singen oder tanzen sie, es gibt auch Slapstick-Einlagen. Zumeist werden Aktivitäten durchgeführt, die dem gesunden Menschenverstand widersprechen.

## Kritik
Kritiker werfen der Sendung vor, dass es sich um Propagandafilme handelt.